# Incamyia peruviana
Incamyia peruviana là một loài ruồi trong họ Tachinidae.